# Marianna Bocian
Marianna Bocian (ur. 24 kwietnia 1942 w Bełczącu, zm. 5 kwietnia 2003 w Radzyniu Podlaskim) – polska poetka.

## Życiorys
Szkołę średnią, Technikum Młynarstwa w Krajence, ukończyła z dyplomem technika i technologa młynarstwa. W 1962 roku rozpoczęła studia na wydziale filologii polskiej i jednocześnie filozofii na Uniwersytecie Wrocławskim. Debiutowała w 1968 roku zbiorem wierszy Poszukiwanie przyczyny. Pod koniec lat 60. współpracowała z grupą literacką Agora. W latach 70. XX była związana z ruchem poezji konkretnej. Była autorką trzech indywidualnych wystaw poezji konkretnej. Publikowała w „Odrze”, „Kontrastach”, „Akancie”. W stanie wojennym publikowała pod kilkoma pseudonimami w prasie podziemnej, m.in. artykuły i recenzje. Od 1972 bibliotekarka i koordynatorka spotkań autorskich organizowanych przez Wojewódzką i Miejską Bibliotekę Publiczną we Wrocławiu. W 1981 członkini redakcji tygodnika „Odrodzenie” w Jeleniej Górze, redaktorka miesięcznika „Nowator”.
Członkini Związku Literatów Polskich (1973–1981). Od 1979 kolporterka niezależnych wydawnictw, m.in. „Robotnika”, „Biuletynu Informacyjnego” KSS KOR, współpracowniczka SKS, niezależnego pisma „Tematy”. Od roku 1980 publikowała na łamach niezależnego „Biuletynu Dolnośląskiego”. Od 1981 współorganizatorka wrocławskich Tygodni Kultury Chrześcijańskiej.
Po 13 XII 1981 współorganizatorka przedsięwzięć niezależnego życia kulturalnego, głównie wieczornych spotkań poetyckich w mieszkaniach prywatnych, kościołach, domach studenckich, Duszpasterstwach Akademickich; od marca 1982 członkini redakcji podziemnego pisma „Wolna Kultura”, od 1983 podziemnego kwartalnika „Obecność”; autorka artykułów w pismach podziemnych. Przed 1 V 1983 zatrzymana prewencyjnie przez Służbę Bezpieczeństwa na 48 godzin.
W 1989 współorganizatorka wrocławskiego oddziału Stowarzyszenia Pisarzy Polskich. W latach 90. prowadziła w kilku szkołach średnich warsztaty poetyckie i lekcje retoryki; jako wolontariusz prowadziła zajęcia psychoterapeutyczne na oddziale dziecięcym wrocławskiej Kliniki Onkologii.
Przez wiele lat związana z Wrocławiem.
Poetka została pochowana w grobowcu rodzinnym w Czemiernikach w województwie lubelskim.

## Twórczość
- Poezja
  - Poszukiwanie przyczyny (1966) pod pseudonimem Jan Bełczęcki
  - Wieża Babel Pospolita (1972)
  - 14 wierszy (1973)
  - Monodram Odejście Kaina (1973, wystawiony na VIII' OFTIA)
  - Narastanie (1975, Wrocław, Zakład Narodowy im. Ossolińskich)
  - Proste nieskończone (1977, Wrocław, Zakład Narodowy im. Ossolińskich)
  - Scalone z rozkładu (1977, ISBN 83-912803-9-X)
  - Na marginesie historii Marsjasza i Apolla, esej krytycznoliteracki (1978, Wrocław, Biblioteka "Agory")
  - Odejście Kaina (proza), (1979, Wrocław)
  - Actus hominis (1979, Warszawa, Wydawnictwo Czytelnik)
  - Strzępy fotografii (1979, Biblioteka "Agory")
  - Ograniczone z nieograniczonego (1982, Wrocław, Zakład Narodowy im. Ossolińskich, ISBN 83-04-01063-1)
  - Odczucie i realność (1983)
  - Przebudzeni do życia (proza) (1984, Wrocław)
  - Gnoma (1986, Kłodzko)
  - Spojenie (1988, Wrocław, Wydawnictwo Dolnośląskie, ISBN 83-7023-026-1)
  - Stan stworzenia (1989, Warszawa, Państwowy Instytut Wydawniczy, ISBN 83-06-01835-4)
  - Narodziny słowa (1991) –  wiersze dla dzieci
  - W kręgu stanów ludzkich (1995)
  - Bliskie i konieczne (1998, Wrocław, ISBN 83-900939-2-8)